# Президентские выборы в США (1844)
Президентские выборы в США 1844 года завершились победой кандидата от Демократической партии Джеймса Полка над вигом Генри Клеем с небольшим перевесом в упорной борьбе, в которой обсуждались спорные вопросы рабства и аннексии Республики Техас. Это единственные выборы в истории США, на которых оба кандидата от основных партий в разное время занимали пост спикера Палаты представителей.
Стремление президента Джона Тайлера к аннексии Техаса разделило обе основные партии. Аннексия бы расширила территорию США, на которую распространялось рабство и создавало риск войны с Мексикой, в то время как Соединенные Штаты были заняты переговорами о границах с Великобританией, которая контролировала Канаду, по поводу владения Орегонской землёй. Таким образом, аннексия Техаса представляла как внутренние, так и внешние политические риски. Обе основные партии имели своих сторонников, как на свободном Севере, так и на рабовладельческом Юге, однако возможность расширения рабства грозила секционным расколом в каждой партии. Исключенный из партии вигов после наложения вето на их ключевое законодательство и не имеющий прочной политической базы, президент Тайлер надеялся использовать аннексию Техаса, для того чтобы выиграть президентские выборы в качестве независимого кандидата или, по крайней мере, оказать решающее влияние на выборах в пользу аннексии.
Изначально фаворитом на номинацию от Демократической партии считался бывший президент Мартин Ван Бюрен, но его противодействие аннексии Техаса нанесло вред его кандидатуре. Противодействие бывшего президента Эндрю Джексона и большинства делегаций Юга, а также изменение правил выдвижения кандидатур, специально направленное на то, чтобы не допустить его выдвижения, помешали Ван Бюрену набрать необходимые две трети голосов делегатов Национального съезда Демократической партии 1844 года. Вместо этого съезд выбрал бывшего губернатора Теннесси и спикера палаты представителей Джеймса Полка. Он стал первым кандидатом-тёмной лошадкой, добившимся успеха на президентских выборах. Полк баллотировался на платформе, включающей приверженность к расширению американской территории, часто называемую доктриной предопределения судьбы. Тайлер, пытавшийся баллотироваться как независимый кандидат, вышел из гонки и поддержал Полка. В то же время Виги выдвинули Генри Клея, известного и давнего лидера партии, для которого эти выборы стали третьей и последней попыткой добиться должности президента на всеобщих выборах. Он был фаворитом на начальном этапе кампании, но явно колебался по поводу аннексии Техаса. Хотя Клей был южанином из Кентукки и рабовладельцем, он решил сосредоточиться на рисках аннексии, заявляя, что не выступает против нее лично. Его неловкие и неоднократные попытки скорректировать свою позицию по Техасу сбивали с толку и отталкивали избирателей, что контрастировало с последовательной позицией Полка.
Полк сумел успешно связать спор с Британией по поводу Орегона с проблемой Техаса. Таким образом, он объединил северных экспансионистов, выступающих против рабства и желающих присоединения Орегона к США, с южными экспансионистами, выступающими за рабство и поддерживающими аннексию Техаса. В общенациональном голосовании Полк победил Клея с отрывом менее чем в 40 000 голосов, или же с разницей в 1,4%. Джеймс Бирни из антирабовладельческой Партии Свободы набрал 2,3% голосов. Доля голосов за его кандидатуру в Нью-Йорке, который стал ключевым штатом, определившим победителя, превысила отрыв Полка от Клея, что стало первым случаем, когда кандидат от третьей партии мог повлиять на исход президентских выборов. После победы Полка Тайлер аннексировал Техас, что стало причиной мексикано-американской войны, которая развернулась когда Полк уже вступил в должность.

## Выборы
Кандидат от демократов Джеймс Полк вёл предвыборную кампанию на платформе территориального экспансионизма. На своей конвенции демократы призвали к аннексии Техаса и заявили, что Соединённые Штаты ясно и бесспорно имеют право на весь Орегон. Увязывая оба вопроса о пограничном споре в Орегоне и аннексии Техаса, демократы одновременно привлекали на свою сторону как северных, так и южных экспансионистов. Первые были озабочены расширением Орегона, тогда как последние фокусировались на добавлении ещё одного южного рабовладельческого штата. Полк незначительно опередил Клея, который занял позицию против экспансии.
Выборы 1844 года стали последними, когда голосование проводилось в разных штатах в разные дни. Начиная с выборов 1848 года, все штаты голосовали одновременно в один из дней ноября.
На выборах 1844 года аболиционистская Партия свободы значительно расширила свою поддержку по сравнению с 1840, её кандидаты на пост президента Джеймс Бирни и вице-президента Томас Моррис набрали более 2% голосов.

### Результаты
| Кандидат     | Партия                 | Кол-во голосов | Кол-во голосов | Выборщики |
| Кандидат     | Партия                 | Количество     | %              | Выборщики |
| ------------ | ---------------------- | -------------- | -------------- | --------- |
| Джеймс Полк  | Демократическая партия | 1 339 494      | 49,44%         | 170       |
| Генри Клей   | Партия вигов           | 1 300 004      | 48,18%         | 105       |
| Джеймс Бирни | Партия свободы         | 62 103         | 2,30%          | 0         |
| Другие       | —                      | 2 058          | 0,08%          | 0         |
| Всего        | Всего                  | 2 703 659      | 100%           | 275       |